# لاميناريا أغاردية
لاميناريا أغاردية (الاسم العلمي: Laminaria agardhii) هو نوع من الطلائعيات يتبع جنس اللاميناريا من فصيلة اللامينارية.